# Andrea Glavina
Andrea Glavina, soprannominato l'Apostolo degli Istrorumeni (Valdarsa, 30 novembre 1881 – Pola, 9 febbraio 1925), è stato un politico e scrittore italiano.
È il più rinomato rappresentante del popolo istrorumeno dell'Istria ed ha composto il primo libro in lingua istrorumena (Calendar lu Rumen din Istria). Il linguista Matteo Bartoli lo ha definito come un "Italiano con ascendenza diversa", che sostenne l'irredentismo italiano in Istria per promuovere la causa del popolo istrorumeno.

## Biografia
Nacque il 30 novembre 1881 nel comune di Valdarsa, detto Susneviza in istrorumeno, nell'Istria orientale, all'epoca appartenente all'Impero austro-ungarico. Di origini umili, fu selezionato (allo scopo di promuovere la rinascita dell'istrorumeno) dal prof. Burada, un insigne glottologo romeno, che lo portò da ragazzo in Romania dove gli fece frequentare prestigiosi collegi, facendogli imparare la lingua romena e la linguistica neolatina.
Tornato nel 1901 in Istria, ottenne l'abilitazione alla docenza della lingua italiana e della lingua romena e si radicò come docente ad Albona fino al 1918. Dopo la prima guerra mondiale, Andrea Glavina si trasferì nei villaggi istrorumeni vicini al Monte Maggiore e lottò con tenacia fino ad ottenere nel 1921 l'istituzione della prima scuola istrorumena in Istria e la creazione dell'unico comune istrorumeno, Valdarsa.
Si dedicò alla vita politica diventando sindaco di Valdarsa nel 1922. Cercò di realizzare il progetto della bonifica del bacino del fiume Arsa e lo sfruttamento di una miniera di carbone, opere che furono compiute dopo la sua morte avvenuta a soli 43 anni. Come scrittore nel 1905 pubblicò il Calendar lu Rumen din Istria, una raccolta di proverbi e racconti istrorumeni. I suoi ultimi scritti (poesie, racconti, canzoni, lettere ed altro in lingua italiana e lingua istrorumena) furono raccolti dalla moglie Fiorella nella famosa pubblicazione postuma Promemoria e Lettere.
L'apostolo degli istrorumeni morì prematuramente per tubercolosi nel 1925 a Pola.

## Creazione della scuola istrorumena

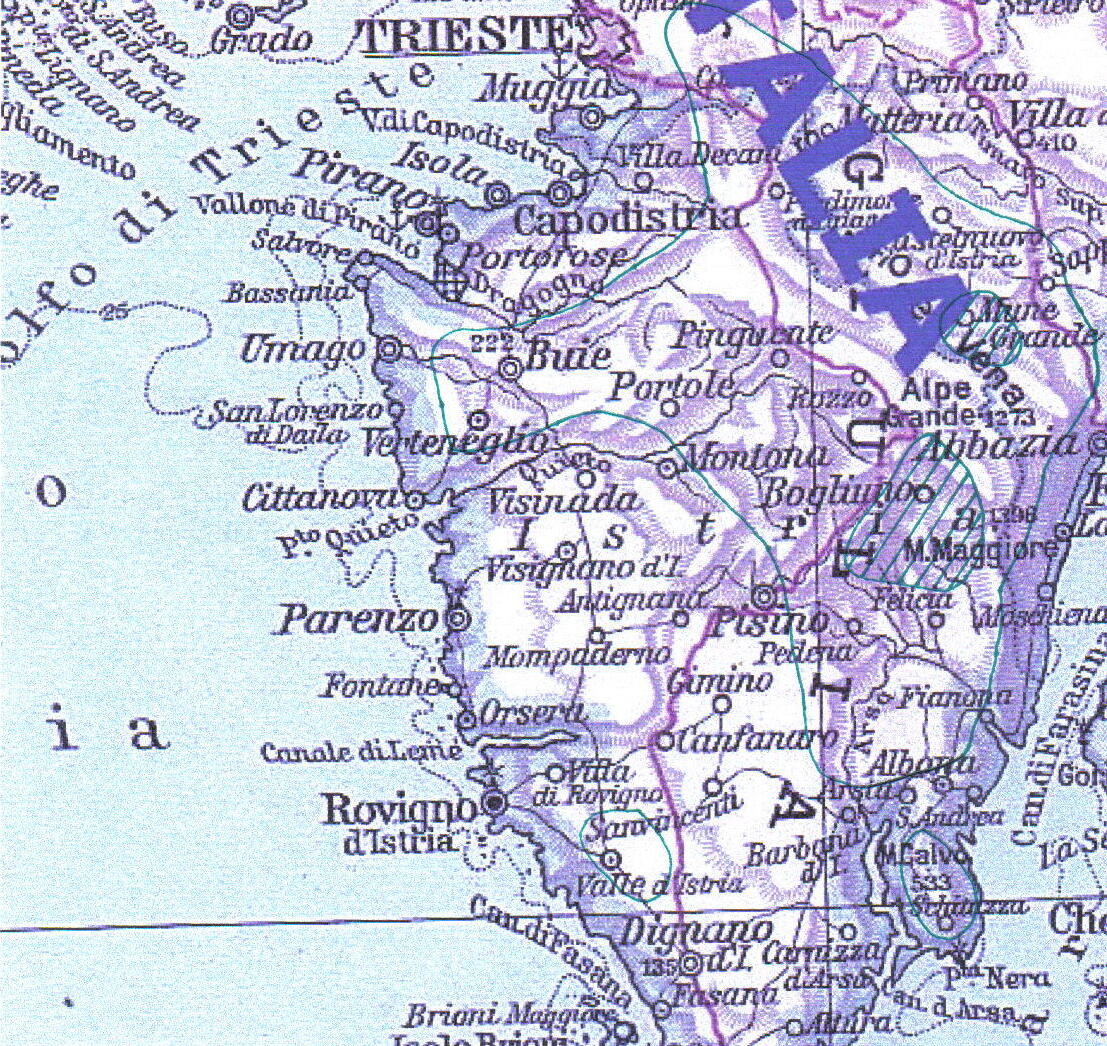
Aree popolate dagli Istrorumeni in Istria: linea verde nel 1810, tratteggiato verde nel 1920

Dopo i ripetuti tentativi nell'Ottocento di creare una scuola in lingua romena nelle aree dell'Istria popolate da istrorumeni, osteggiati tenacemente dagli austriaci e dai croati, l'etnia istrorumena trovò in Andrea Glavina la persona capace di concretizzare questo sogno. Con l'Istria annessa al Regno d'Italia dopo la prima guerra mondiale, l'apostolo del popolo istrorumeno poté creare nel 1921 nella sua Valdarsa una scuola elementare, dove oltre cento alunni poterono finalmente studiare la lingua romena.
Si contrastò così l'assimilazione linguistica, che aveva dimezzato (dai primi dell'Ottocento) le aree dove si parlava la lingua istrorumena. Infatti lo storico Ireneo della Croce dichiarò che già nel 1689 l'istrorumeno era parlato anche nel Carso triestino e a Pinguente, mentre nel 1920 il suo uso si era ristretto alle sole vallate sotto il Monte Maggiore e ai comuni di Mune e Seiane in Cicceria, tra Trieste e Fiume.
La scuola, intitolata all'imperatore Traiano, fu un esempio di collaborazione tra docenti di lingua italiana e di lingua istrorumena, ottenendo collaborazione anche dalla Romania.
Purtroppo la precoce morte di Andrea Glavina bloccò i suoi progetti, tra cui c'era quello di creare un'altra scuola di lingua istrorumena nell'area di Seiane. La scuola di Valdarsa venne sostituita da scuole italiane.

## Creazione del comune istrorumeno di Valdarsa
Andrea Glavina si dedicò anche alla vita politica. Abbracciò la causa dell'irredentismo italiano fin da quando tornò in Istria, dopo i suoi studi in Romania. Infatti vedeva nel Regno d'Italia un sicuro alleato per rivendicare la causa del suo popolo neolatino.
Propugnò con i suoi amici italiani ed istriani la creazione di un comune istrorumeno, Valdarsa, vicino al Monte Maggiore. Egli sosteneva, assieme ad Ubaldo Scampicchio, prefetto della provincia di Pola, che gli istrorumeni non provenivano solamente dai pastori arumeni (rifugiatisi dai Turchi in Istria nel XV secolo). L'apostolo degli istrorumeni affermava che il suo popolo era anche parzialmente discendente dai coloni legionari trasferiti da Augusto per proteggere i valichi del Monte Maggiore dai barbari, ai confini orientali dell'Italia romana.
Nel 1922 la sua dedizione all'Italia fu premiata con la sua nomina a sindaco dell'unico comune istrorumeno, Valdarsa, a cui fece adottare come simbolo la "Colonna Traiana".
Andrea Gladina si dedicò da sindaco, anche se malato di tubercolosi, a costruire strade, creare infrastrutture per il suo popolo, proporre la bonifica dell'area del lago d'Arsa, e cercare di riaprire una vicina miniera di carbone (che nel 1937 divenne la più grande del Regno d'Italia).

## Opere letterarie
Scrisse nel 1905 il Calendar lu Rumen din Istria, dove raccolse proverbi e racconti in uso tra gli istrorumeni per tramandarne la memoria.
La moglie Fiorella pubblicò dopo la sua prematura morte la famosa raccolta Promemoria e Lettere, dove trascrisse l'Imnul Istro-rumanilor, fatto in occasione dell'inaugurazione della scuola istrorumena a Valdarsa nel 1921.
| Imnul Istro-romanilor | Inno Istrorumeno |
| --- | --- |
| Roma, Roma-i mama noastră noi români rămânem Romania-i sora noastră tot un sânge avem. Nu suntem siguri pe lume și ne-avem frați Italieni cu mare nume mâna cu noi dați. Ca să fim frate și frate cum a dat Dumnezeu să trăim până la moarte eu și tu și tu și eu. | Roma, Roma è la nostra madre noi rimaniamo Romani la Romania è la nostra sorella abbiamo tutti un sangue non siamo soli al mondo se abbiamo fratelli Italiani dal nome illustre ci hanno dato una mano siamo fratelli e sorelle come l'ha stabilito il Signore così lo sosterremo fino alla morte io con te e tu con me |